# بيبي فرنانديز (مصور)
بيبي فرنانديز (بالإسبانية: Pepe Fernández) هو مصور أرجنتيني، ولد في 16 ديسمبر 1928، وتوفي في 14 يوليو 2006 بسبب نوبة قلبية.